# Campeonato Sub-17 de la OFC 2009
El Campeonato Sub-17 de la OFC 2009 se realizó entre el 20 y el 24 de abril en North Harbour Stadium en Nueva Zelanda. El ganador fue Nueva Zelanda, que representó a la Confederación de Fútbol de Oceanía en la Copa Mundial de Fútbol Sub-17 de 2009 en Nigeria.

## Formato
Participaron las selecciones nacionales de Nueva Zelanda, Tahití, Nueva Caledonia y Vanuatu. Un grupo de 4, todos contra todos a una sola vuelta. El ganador clasificó a la Copa Mundial de Fútbol Sub-17 de 2009 que se disputó en Nigeria.